# Lensia cossack
Lensia cossack är en nässeldjursart som beskrevs av Totton 1941. Lensia cossack ingår i släktet Lensia och familjen Diphyidae. Inga underarter finns listade i Catalogue of Life.